# Майк Роджерс (алабамський політик)
Майкл Денніс «Майк» Роджерс (англ. Michael Dennis «Mike» Rogers; нар. 16 липня 1958, Гаммонд, Індіана) — американський політик-республіканець, з 2003 року є членом Палати представників США від штату Алабама.
Роджерс навчався у школі Saks High School у місті Анністон. Він отримав ступінь бакалавра і магістра у Державному університеті у Джексонвіллі. Він отримав диплом юриста у Бірмінгемській школі права (1991).
Член ради округу Калгун (1987–1990) і Палати представників Алабами (1994–2002), де був лідером меншості (1998–2000).
Одружений, має трьох дітей. Баптист.